# Jewish Bible Quarterly
Die Jewish Bible Quarterly (JBQ) ist eine englischsprachige Zeitschrift, die sich thematisch mit der Hebräischen Bibel beschäftigt. Herausgeber ist die Jewish Bible Association. Verantwortlich (editor) ist derzeit Rabbi Zvi Ron. Er folgte auf Louis Katzoff (1972–1987) und Shimon Bakon (1987–2011). Vorgängername, den die Zeitschrift bis 1989 trug, war דור לדור/Dor le Dor. Seit ihrer Gründung wurde sie von der World Jewish Bible Society herausgegeben, welche von der Jewish Agency finanziert wurde. Zum frühen Editorial Board gehörten unter anderem Sol Liptzin, Ben-Zion Luria und Eliezer Livneh. Die Jewish Bible Association (hervorgegangen aus der World Jewish Bible Society) übernahm 1990 die Herausgeberschaft. Seit 1997 besteht durch die Jewish Bible Association ein College-Programm, zuerst in Kooperation mit der Baltimore Hebrew University, heute mit der Thomas Edison State University und dem Charter Oak State College.